# Kakurenbo
Kakurenbo (カクレンボ? lett. "Nascondino") è un cortometraggio d'animazione del 2005 diretto da Shuhei Morita.
Il film, realizzato in computer grafica con la tecnica del cel-shading, ruota attorno a una partita a otokoyo (オトコヨ? lett. "caccia all'uomo"), una versione di nascondino che viene giocata da alcuni bambini con indosso delle maschere vicino alle rovine di una vecchia città.

## Personaggi
Hikora (ヒコラ?)
Doppiato da: Junko Takeuchi
Il ragazzo che partecipa al gioco per ritrovare la sorella scomparsa.
Sorincha (ソリンチャ?)
Doppiata da: Masami Suzuki
La sorella di Hikora che è scomparsa mentre giocava con gli altri bambini.
Yaimao (ヤイマオ?)
Doppiato da: Makoto Ueki
Il migliore amico di Hikora che gioca per dare una mano nella ricerca di Sorincha.
Noshiga (ノシガ?)
Doppiato da: Ryō Naitō
Il capo della sua piccola banda che afferma di non aver paura dei demoni.
Tachiji (タチジ?)
Doppiato da: Mika Ishibashi
Uno dei membri della banda di Noshiga. Ha i capelli biondi e porta gli occhiali.
Suku (スク?)
Doppiato da: Akiko Kobayashi
Un altro membro della banda di Noshiga. È basso e ha una grande sciarpa rossa.
Inmu (インム?) e Yanku (ヤンク?)
Fratelli gemelli con un passato oscuro. Il motivo per cui giocano è un mistero.

### Demoni
Una volta che i sette bambini varcano i cancelli per entrare nelle strade abbandonate, vengono inseguiti da quattro diversi demoni e infine dall'unico demone che rappresenta "quello". Proteggono la torre della batteria nel centro della città, dove ogni bambino che catturano viene utilizzato come celle energetiche per la città. La torre ha file di prese che vanno ai primissimi bambini che hanno giocato.
Kimotori (肝取鬼? lett. "Prendi fegato")
Un demone umanoide rosso con tre braccia e quattro zampe che tiene una ruota meccanica sulla schiena. Cattura Tachiji e poi Suku.
Chitori (血取鬼? lett. "Prendi sangue")
Un demone komainu cornuto che indossa un telo sulla schiena. Cattura Noshiga.
Aburatori (油取鬼? lett. "Prendi l'olio")
I demoni gemelli simili a bambini. Uno è seduto su un carro dall'aspetto minaccioso, mentre l'altro lo tira. Catturano sia Inmu che Yanku.
Kotori (子取鬼? lett. "Prendi il bambino")
Un demone simile a un ragno con otto braccia. Cattura Yaimao.
Oshira-sama (おしら様? lett. "Grande signore bianco")
Una volpe a nove code che è il capo dei demoni. Possiede l'ultimo bambino che vince il gioco di "Otokoyo" e indossa una maschera da volpe che si trasforma in una maschera oni che indossa la persona che è "quello". All'inizio del film, possiede Sorincha (che a quanto pare aveva vinto la partita prima di Hikora), e alla fine possiede Hikora dopo che ha vinto la partita.

## Accoglienza
Kakurenbo è stato presentato per la prima volta nel marzo 2005 alla Tokyo International Anime Fair, dove ha vinto il premio come Miglior inserimento nella categoria generale. In Corea, ha ricevuto una nomination per il miglior film al Seoul Comics and Animation Festival. Ha poi vinto il premio come miglior cortometraggio al Fantasia Festival di Montreal.
Cristiano Caliciotti di Everyeye.it lo considerò come uno dei prodotti più interessanti e affascinanti degli anni 2000, trovandolo un piccolo gioiello di neanche mezz'ora che riusciva a superare i possibili imbarazzi derivanti dallo scarso tempo a disposizione creando un'atmosfera da horror di primo ordine, non finendo mai in eccessive banalità e dosando alla perfezione azione, suspense e mistero.